# Ramzee Stanton
Ramzee Stanton (Filadelfia, Pensilvania, 27 de septiembre de 1980) es un exjugador de baloncesto estadounidense que actuaba en la posición de alero. Luego de un paso por la DIMAYOR de Chile, desarrolló el resto de su carrera como profesional en las ligas de primera y segunda categoría de Argentina.

## Trayectoria
Stanton asistió a la Universidad de West Chester, donde jugó durante cuatro temporada entre 1999 y 2003 para los Golden Rams, el equipo de baloncesto de la institución enrolado en la Pennsylvania State Athletic Conference de la División II de la NCAA. Por su desempeño durante esa época en 2013 sería incorporado al Salón de la Fama Deportivo de la universidad y, tres años más tarde, al Salón de la Fama Deportiva del Condado de Chester.
El alero sufrió una lesión poco después de dejar la universidad, motivo por el cual demoró su debut como profesional durante casi un año. Finalmente en 2004 fue contratado por Liceo Mixto de la DIMAYOR de Chile. Allí se destacó en el rol de anotador. 
Pasó a Ben Hur de la Liga Nacional de Básquet de Argentina como reemplazo de Herb Jones, iniciando así una exitosa carrera en el país sudamericano. Con Ben Hur fue campeón a nivel local y regional, pero fue en Regatas Corrientes donde consiguió su logro más memorable: la Liga de las Américas 2010-11.
En mayo de 2012 se anunció su contratación por parte de Quimsa para disputar otra temporada más de la LNB. Sin embargo, tras el receso de fin de año, su situación se vio complicada debido a que la AFIP le prohibió el ingreso a la Argentina por estar recibiendo su salario sin tener un permiso laboral adecuado para ello. Eso motivó la salida del alero del equipo santiagueño, quien finalmente terminó cerrando la temporada en el Monte Hermoso Básquet del Torneo Nacional de Ascenso, la segunda categoría del baloncesto profesional argentino. Afectado por las lesiones, Stanton decidió dejar la actividad deportiva profesional y retornar a su país.

## Palmarés

### Campeonato Nacionales
| Título                   | Club                  | País      | Año     |
| ------------------------ | --------------------- | --------- | ------- |
| Liga Nacional de Básquet | Club Sportivo Ben Hur | Argentina | 2004-05 |

### Campeonatos internacionales
| Título               | Club                       | País      | Año  |
| -------------------- | -------------------------- | --------- | ---- |
| Liga Sudamericana    | Club Sportivo Ben Hur      | Argentina | 2006 |
| Liga Sudamericana    | Club de Regatas Corrientes | Argentina | 2008 |
| Liga de las Américas | Club de Regatas Corrientes | Argentina | 2011 |

### Consideraciones personales
- Mejor quinteto de la LNB: 2005-06.